# Erannis marmoraria
Erannis marmoraria là một loài bướm đêm trong họ Geometridae.